# Léonce Reynaud
Pour les articles homonymes, voir Reynaud.
François Léonce Reynaud, né à Lyon le 1er novembre 1803 et mort à Paris le 14 février 1880, est un architecte et ingénieur français. Il a été directeur de l'École des ponts et chaussées et a supervisé la construction de nombreux phares français, lorsqu'il était directeur du Service des phares et balises de 1846 à 1878. Petit-fils d'Alexis-Antoine Régny, il est le frère aîné de Jean Reynaud et d'Aimé Reynaud, et le beau-père de l'amiral Edgard de Maigret.

## Biographie
Il entre en 1821 à l'École polytechnique mais en est exclu l'année suivante pour des raisons politiques. Il poursuit ses études d'architectures et entre en 1831 à l'École des ponts et chaussées. En 1833, il est nommé aspirant-ingénieur et entre au conseil général du Corps des ponts et chaussées, où il rencontre le frère d'Augustin Fresnel, Léonor Fresnel, alors secrétaire de la commission des phares, dont il devient l'assistant.
En 1834, Reynaud est chargé de concevoir le phare des Héaux de Bréhat, dans les Côtes-d'Armor. La base du phare est inspirée par les phares britanniques d'Eddystone et de Bell Rock. Sa forme elliptique doit permettre une plus grande résistance aux vagues. Une tour est ensuite construite sur cette base, portant le feu à une hauteur de 47 m. Il est alors nommé ingénieur des Ponts et Chaussées.
À la fin de 1837, Reynaud est élu professeur d'architecture à l'École polytechnique. Il est ensuite professeur suppléant à la chaire d'architecture des Ponts et Chaussées en 1841, avant d'en être titulaire en 1847. Entre 1842 et 1847, Léonce Reynaud conçoit la première gare du Nord à Paris, dont la façade a été démontée et réinstallée à Lille en 1860. Il est inspecteur général des édifices diocésains de 1853 à 1856.
En parallèle, Léonce Reynaud poursuit sa collaboration avec Léonor Fresnel, l'ayant rejoint au Service des phares et balises. Il lui succède à la tête du service en 1846. Il y restera jusqu'en 1878. Il dessine lui-même la plupart des plans des phares bâtis par le service durant cette période, parmi lesquels Fréhel, les Baleines sur l'île de Ré , le phare du Four et les premiers phares métalliques construits en France : le phare Amédée en Nouvelle-Calédonie et celui des Roches-Douvres en Manche. Inspecteur général des Ponts et Chaussées en 1856, il est nommé directeur de l'École en 1869 jusqu'en 1874.

## Liste des bâtiments remarquables construits par Léonce Reynaud
- Phare de Calais
- Phare de Dunkerque
- Façade de la gare de Lille (ancienne façade de la Gare du Nord de Paris)
- Phare des baleines
- Phare des Baleineaux
- Phare des Héaux de Bréhat
- Phare de Fatouville
- Phare Amédée
- ancien Phare des Roches-Douvres (remplacé par une construction ultérieure)
- Second Phare du Cap Fréhel (détruit durant la Seconde Guerre mondiale)
- Phare de Contis
- Phare du Four
- Phare d'Ar-Men
- Phare de Tévennec
- Phare du Cap Spartel au Maroc, qui marque l'entrée Ouest du détroit de Gibraltar

## Galerie

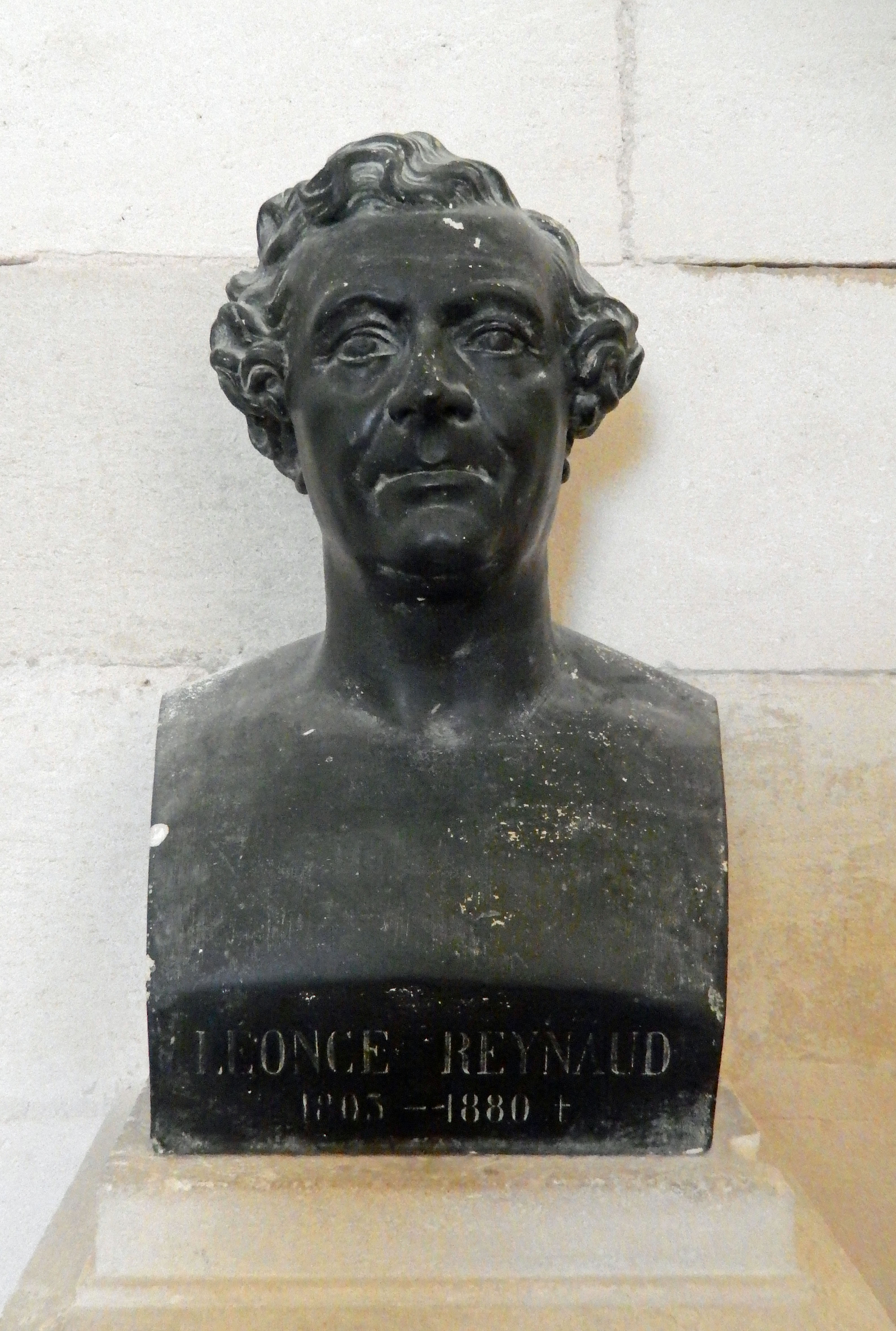
Le Verdon, Gironde, phare de Cordouan, salle des rois, buste de Léonce Reynaud (1803-1880).

## Publications
- Traité d'architecture, Paris, Carilian-Goeury, 1850
- Mémoire sur l'éclairage et le balisage des côtes de France, Paris, Imprimerie impériale, 1864
- Application de l'huile minérale à l'éclairage des phares, Paris, Éditions Dunod, 1873

## Distinction
- Commandeur de la Légion d'honneur[5]
- Une voie, la rue Léonce-Reynaud, porte son nom dans le 16e arrondissement de Paris.